# NGC 1530
NGC 1530 في الفهرس العام الجديد، هي مجرة، تقع في كوكبة الزرافة. اكتشفت في 1877 بواسطة فيلهلم تمبل.

## روابط خارجية
- NGC 1530 على موقع ويكي سكاي: DSS2, SDSS, GALEX, IRAS, Hydrogen α, X-Ray, Astrophoto, Sky Map, Articles and images